# مری گری‌آیز
مری گری‌آیز (انگلیسی: Mary Greyeyes; ۱۴ نوامبر ۱۹۲۰ – ۳۱ مارس ۲۰۱۱) یک نظامی زن کانادایی در جنگ جهانی دوم بود. او یکی از مردمان کری از قوم ماسکگ لیک کری در ساسکاچوان بود و به عنوان نخستین زن از اقوام اولیه کانادا در نیروهای مسلح این کشور ثبت نام کرد. پس از پیوستن به ارتش زنان کانادا (CWAC) در سال ۱۹۴۲، او سوژه یک عکس تبلیغاتی ارتش در سطح بین‌المللی شد و برای خدمت در لندن، انگلستان به خارج از کشور فرستاده شد و در آنجا به شخصیت‌های سرشناس مانند جورج ششم و دخترش الیزابت معرفی شد. گری‌آیز تا زمان ترخیص در سال ۱۹۴۶ در لندن ماند و پس از آن به کانادا بازگشت.

## اوایل زندگی
مری گری‌آیز در ۱۴ نوامبر ۱۹۲۰ در منطقه حفاظت شده ماسکگ لیک کری در مارسلین، ساسکاچوان به دنیا آمد. او مجموعاً ده خواهر و برادر داشت شامل شش خواهر و چهار برادر. او توسط مادربزرگ بیوه‌اش سارا گریز بزرگ شد. هنگامی که او پنج ساله بود، مری به مدرسه مسکونی سنت مایکل در داک لیک، ساسکاچوان فرستاده شد. مدرسه فقط تا مقطع هشتم به دانش‌آموزان آموزش می‌داد، اما گری‌آیز موفق شد در سال‌های بعد از طریق راهبه‌ای در مدرسه، آموزش‌های بیشتری دریافت کند. او در کلاس‌های عصر شرکت می‌کرد و در طول روز به آشپزی و تمیز کردن کمک می‌کرد. او به خاطر اشتیاقش به کسب دانش معروف بود.

## پیوستن به نیروهای مسلح کانادا
ذخیره‌گاه ماسکگ لیک کری به‌شدت تحت‌تاثیر رکود بزرگ قرار گرفته بود و در اوایل دهه ۱۹۴۰ مشاغل کمی برای جوانان در این ذخیره‌گاه وجود داشت. برادر مورد علاقه مری، دیوید گری‌آیز، در جستجوی کار برای کمک به خانواده، ذخیره‌گاه را ترک کرد و در سال ۱۹۴۰ در ارتش کانادا نام‌نویسی کرد. مری متعاقباً تصمیم گرفت همین کار را انجام دهد و خدمت سربازی را فرصتی ارزشمند برای گسترش دانش و تجربه خود می‌دانست. پس از تکمیل مراحل آزمایشی، گری‌آیز تبدیل به اولین زن از اقوام اولیه کانادا شد که به نیروهای مسلح این کشور پیوست. در سال ۱۹۴۲، او سوژه یک عکس تبلیغاتی ارتش به نام «شاهزاده بومی» در سطح بین‌المللی شد و پس از آن برای خدمت در لندن، انگلستان به خارج از کشور فرستاده شد. او در آنجا به شخصیت‌های سرشناس مانند پادشاه جورج ششم و دخترش الیزابت معرفی شد.

## فعالیت پس از جنگ و مرگ
وقتی جنگ به پایان رسید، مری به کار خود در لندن ادامه داد تا اینکه در سال ۱۹۴۶ مرخص شد. پس از آن، او به کانادا بازگشت و به ذخیره‌گاه دریاچه ماسکگ بازگشت تا زمانش را با خانواده بگذراند. او با همسر آینده‌اش، الکساندر رید، در وینیپگ، منیتوبا آشنا شد. آنها به ویکتوریا نقل مکان کردند و صاحب دو فرزند شدند. گری‌آیز به عنوان یک آشپز رستوران در ویکتوریا کار می‌کرد اما بعداً زمانی که خانواده در دهه ۱۹۶۰ به ونکوور نقل مکان کردند، به عنوان یک خیاط صنعتی مشغول به کار شد.
گری‌آیز در ۳۱ مارس ۲۰۱۱ در ونکوور، بریتیش کلمبیا درگذشت. او در زمان مرگ ۹۰ ساله بود. پیکر او در منطقه حفاظت شده زادگاهش ماسکگ لیک کری به خاک سپرده شد.